# Keiler Roberts
Keiler Roberts es una dibujante de cómics autobiográficos estadounidense nacida en 1978 en Milwaukee, Wisconsin, EE.UU.
Keiler explora en su obra su experiencia sobre temas como la maternidad, la enseñanza, los trastornos mentales y su vida con esclerosis múltiple desde un punto de vista cotidiano y con humor. 
Lleva dedicandose a la creación de cómics desde 2009, época en la que nació su hija, hasta día de hoy, cuando lo compagina con su trabajo como profesora.
Ha recibido los premios Cartoonist Studio e Ignatz. Fue profesora de cómic en la School of the Art Institute de Chicago.

## Biografía
Keiler nace en Milwaukee en 1978, la pequeña de cuatro hermanos, pero creció en Sun Prairie, a las afueras de Madison, ambas en Wisconsin. 
Tuvo una infancia feliz en familia, pero no tanto en el colegio, donde su relación con los compañeros empezó a causarle problemas graves de depresión y rechazo a su propio cuerpo desde los once años. 
En la escuela secundaria acudió a muchas clases de pintura y más tarde la estudió de forma oficial:
2000 BFA, Universidad de Wisconsin-Madison
2002 MFA, Universidad del Noroeste
Más tarde se dedicó a la enseñanza:
2013 - 2021 Instituto de Arte de Chicago, clases de cómic.
2005 - 2018 Universidad DePaul, Chicago, Illinois, clases de inicio al dibujo y dibujo de figuras.
Está casada con Scott Roberts, también dibujante de cómic, con el que tiene una hija llamado Finn. 
Keiler ya tenía contenido autobiográfico en su blog, y la intención de mezclarlo con imágenes de alguna manera, pero no comenzó con los cómics hasta después de un curso con Aaron Renier organizado por su marido, jefe de Animación de la Universidad DePaul, mientras ella misma también trabajaba allí.

## Obra

### Cómic
- El placer de la renuncia. Barcelona: Alpha Decay. 2023. ISBN 978-84-126457-4-3. (Original The Joy of Quitting, 2021 Montreal: Drawn & Quarterly)

- Mi tabla de súplicas. Barcelona: Alpha Decay. 2022. ISBN 978-84-124787-0-9. (Original My Begging Chart, 2021 Montreal: Drawn & Quarterly) [4]
- Creepy. Montreal: Drawn & Quarterly. ISBN 9781770466197.
- Isolada. Barcelona. 2020. ISBN 978-84-121442-4-6.  (Original Sunburning, 2017, Toronto: Koyama Press) [5]
- Rat Time, 2019, Toronto: Koyama Press. [6]
- Chlorine Gardens, 2018, Toronto: Koyama Press.[7]
- Happy Happy, Baby Baby, 2017, Evanston: autopublicado. (Nueva edición de Powdered Milk vol.6 from 2012). [8]
- Miseryland, 2015, Evanston: self-published.[9]
- Powdered Milk: Collected Stories, 2012,  Evanston: autopublicado.[10]

### Otras publicaciones
- #40 'The Very End', diciembre de 2020
- The Best American Comics, 2018. Editora invitadad, Phoebe Gloeckner, editor de la serie, Bill Kartalopoulos, publicado por Houghton Mifflin Harcourt
- Pen America, 17 de mayo de 2017. Editado por Robert Kirby
- The Best American Comics, 2016. Editora invitada, Roz Chast, editor de la serie, Bill Kartalopoulos, publicado por Houghton Mifflin Harcourt
- Nat. Brut, número 5, Early Edition, 2015. Curado por Kayla E. y Bill Kartalopoulos
- Darling Sleeper, 2015. Editado por Jesse Lucas
- “Treats for Dogs.” Chicago Reader Comics Issue, 25 de febrero de 2014
- MUTHA Magazine colaboradora regular desde septiembre de 2013
- Linework: “Individually Wrapped Snacks.” Newcity, 10 Jan. 2014. Editado por Ivan Brunetti y Aaron Renier.
- Nashville Review, Vanderbilt University, números de verano de 2011y primavera de 2010

## Premios y reconocimiento
- 2019 Slate's Cartoonist Studio Prize for Best Print Comic of 2018, seleccionado por The Slate Book Review and The Center for Cartoon Studies
- 2018 nomination for 3Arts Award
- 2017 Nominación al Premio Ignatz - Outstanding Comic for Sunburning
- 2016 Premio Ignatz - Outstanding Series for Powdered Milk
- 2015 Invitada especial, CAKE - Chicago Alternative Comics Expo
- 2014, 2015 The Best American Comics 2014, Notables List
- 2014 Nominación al Premio Ignatz en dos categorías - Outstanding Series and Promising New Talent
- 2014 Invitada especial, Chicago Zine Fest
- 2013 Nominación al Premio Ignatz - Mejor Minicomic
- 2000 Northwestern University Fellowship